# Aglaia monozyga
Espèce
Statut de conservation UICN

 NT  : Quasi menacé
Aglaia monozyga est une espèce de plantes de la famille des Meliaceae.

## Publication originale
- Notizblatt des Botanischen Gartens und Museums zu Berlin-Dahlem 15: 473. 1941.